# Santa Terezinha (Mato Grosso)
Santa Terezinha é um município brasileiro do estado de Mato Grosso. Localiza-se a uma latitude 10º28'11" sul e a uma longitude 50º30'11" oeste, estando a uma altitude de 198 metros. Sua população estimada em 2022 era de 7.596 habitantes. Possui uma área de 6.466,223 km². Localizado à margem esquerda do rio Araguaia, a fazer divisa com Tocantins e Pará.